# Runen
Het runenschrift (kortweg runen of ruinen) is het oudst bekende schrift dat door de Germaanse volkeren gebruikt werd. Het bestaat uit letters samengesteld uit meestal rechte en hoekige lijnen die gemakkelijk in bijvoorbeeld steen of hout kunnen worden gekrast. Bij gebruik op metaal werden ook wel ronde vormen gebruikt. De term voor de wetenschappelijke bestudering van runenalfabetten, runeninscripties en hun geschiedenis, is runologie of runenkunde.
Het omvatte oorspronkelijk 24 lettertekens waar een betekenis aan verbonden werd. Deze Oudgermaanse runen werden vanaf de 7e eeuw geleidelijk vervangen door de Angelsaksische (33 tekens) en Noordse runen (16 tekens).  Het eindstadium van deze ontwikkeling viel in de 9e eeuw. In de 12e eeuw hadden zich uit de Noordse runen de gepuncteerde runen (met puntjes) ontwikkeld. Deze waren beter bruikbaar, want 16 tekens bleek onvoldoende te zijn. Later ontwikkelde uit het laatstgenoemde schrift zich de Dalecarliaanse runen, die in Dalarna voor het Elfdaals werden gebruikt. Met de opkomst van het christendom boetten de runenschriften aan belang in, en vanaf de 20e eeuw raakten ook de Dalekarliaanse runen buiten gebruik.

## Naamherkomst
De naam voor een Germaans schriftteken, rune (meervoud: runen), is vanwege de toen groeiende belangstelling voor de Oudgermaanse cultuur aan het eind van de 18e eeuw ontleend aan het Duitse woord „Rune”, dat zelf geleend is van het Oudnoordse woord "rún", dat ook „geheim” kan betekenen. Dit woord is verwant aan „rūna” (vertrouwelijk gesprek, raad) in het Oudsaksisch, hetgeen in het Middelnederlands voorkwam als „rune” (geheim overleg). Middelnederlands "runen" of "ruinen" (fluisteren, een geheime samenspreking houden) is aan rune verwant en men kent dit woord nog steeds in enkele Nederlandse dialecten als ruinen (mompelen, morren). De betekenis van het woord rune kan ook "verborgen" zijn, al naargelang van tijd en taal. Zo wordt in de Gotische Bijbel van Wulfila het woord "verborgenheid" (Marcus 4:11) door rúna vertaald.
Het aanbrengen van runen wordt ook wel ritsen genoemd.

## Oorsprong
De oudste bekende runeninscripties stammen uit de Romeinse ijzertijd, een periode waarin de Romeinse invloed zich tot in Noord-Europa verspreidde. Tot de oudste vondsten behoren de Svingerudsteen (ca. 0-250), een Deense kam (ca. 160) en een Noorse speerpunt (ca. 200). Het runenschrift heeft zekere overeenkomsten met het Latijnse en Griekse alfabet. Volgens één theorie is het van Italische oorsprong. Het zou mogelijk ontleend zijn aan de Raetiërs, een volk dat in de eeuwen voor onze jaartelling in de Alpen woonde. De Raetiërs zouden op hun beurt het eigen schrift aan de Etrusken hebben ontleend, met wie zij in de Povlakte contact hadden. Een andere theorie stelt invloed van de Nabateeërs voor.

## Functies en betekenissen
Elke rune had een naam, gekozen om de klank van de rune uit te drukken. De namen van de runen bestaan uit gereconstrueerde Oergermaanse vormen en zijn gebaseerd op de namen voor runen die voorkwamen in de nieuwe alfabetten en de namen van de letters van het Gotische alfabet. De runentekens werden, naast hun dagelijkse gebruik, mogelijk voor het waarzeggen gebruikt: omdat elk schriftteken acrofonisch de naam van een woord draagt, werden hieraan mogelijk magische betekenissen toegekend. Voor dit gebruik is echter geen enkel historisch bewijs voorhanden. Deze betekenissen worden tegenwoordig nog steeds gebruikt bij het voorspellen van de toekomst aan de hand van runen. Het geven van een naam aan elk van de letters werd bij veel oude alfabetten gedaan.

### Runen in de Noordse mythologie
In de verhalen uit de Noordse mythologie wordt aan het woord runen een andere betekenis gegeven, namelijk die van wijsheid, kennis van het verborgene. In de Hávamál wordt verteld van Odin, die in zijn eindeloze zoektocht naar meer wijsheid, zichzelf negen nachten lang aan de wereldboom Yggdrasill ophing, waarna hij tot inzicht kwam dat het geheim achter de runen diep in zijn eigen binnenste verborgen zat. Dit is echter een van de vele interpretaties van de op runen betrekking hebbende strofen uit de Hávamál.

## Soorten

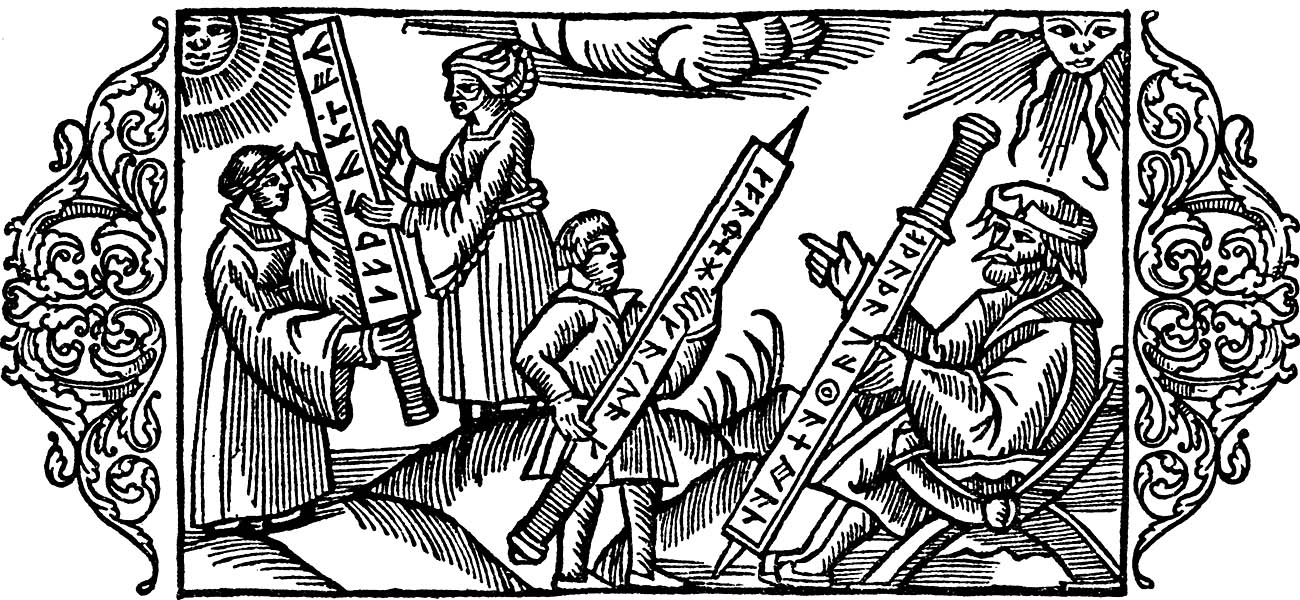
Een vader leert een zoon en een moeder leert een dochter de runen lezen, Olaus Magnus, 1555

Er bestaan verschillende soorten runenschriften. Naargelang het tijdvak en de streek zijn er verscheidene runenreeksen. De bekendste is het Oudere Futhark van 24 runentekens, ofwel runenstaven. Het Jongere Futhark met 16 runenstaven werd door de Vikingen gebruikt, terwijl het Angelsaksische runenschift tot wel 33 runenstaven uitgroeide. Het laatstgenoemde schrift wordt ook wel Futhork genoemd. Dit aangezien de klank van het teken dat in het oudere Futhark naar een a-klank verwijst, in de Angelsaksische reeks tot een o-achtige klank verworden is. In andere gebieden zoals Friesland werden andere runen benut.

### Oudere Futhark (2e tot 8e eeuw)

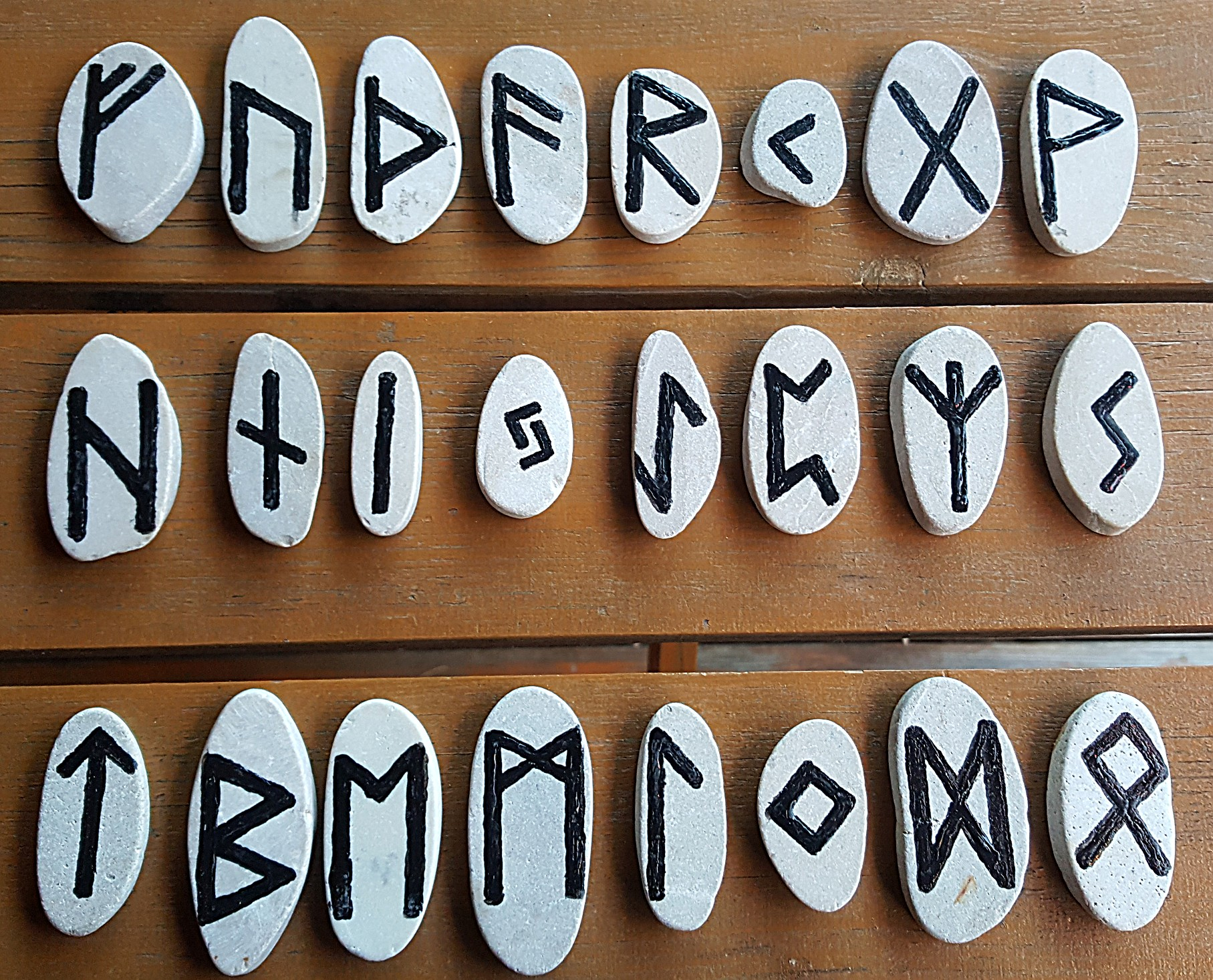
Futhark

Het 24-letterige runenalfabet is de oudst overgeleverde runenreeks. De letters C, Q, V en X bestaan hierin niet; deze klanken zijn immers vreemd in de Germaanse talen. In plaats daarvan zijn er tekens voor de th, de ng en de „ei”-klanken. Deze kunnen worden weergegeven als þ, ŋ en ï.
Verder kunnen in omzettingen voor de C een s of k worden gebruikt; voor de Q de samenstelling ku; voor de V een w of f (zoals in het Fries) en voor de X de samenstelling ks. Dat de Wolfsangel tot de runen van het Futhark zou behoren is een fantasie van Guido von List uit het eerste decennium van de 20e eeuw. De Wolfsangel behoort tot de acht zogenaamde middeleeuwse tovertekens, die geen van allen runen zijn. Ook het hakenkruis wordt vaak ten onrechte tot de runentekens gerekend.
De volgorde van de Oudere Futharkalfabetten verschillen van het hedendaagse alfabet; taalkundigen spreken dan ook liever van runenreeksen dan van runenalfabetten. De eerste zes letters van het Futhark worden gevormd door de runen F-U-TH-A-R-K. De letters in het oude Futhark hebben een vaste volgorde, hoewel de laatste twee runen soms van plaats wisselen. De afbeelding toont deze volgorde voor de Oergermaanse runen. Hierbij duiden ¯ een lange klank, ˆ een overlange klank, en  ̨ een neusklank aan (zoals in het Franse sans).
Fehu · Ūruz · Þurisaz · Ansuz · Raidō · Kaunaz · Gebō · Wunjō
Haglaz · Naudiz · Īsą · Jērą · Eihwaz · Perþō · Elhaz · Sowulǭ
Tīwaz · Berkaną · Ehwaz · Mannô · Laguz · Inguz · Dagaz · Oþalą
Een groep van acht runen wordt sinds de runologie van de 19e eeuw ook wel Ætt genoemd, spreek uit als ,oet’ of nauwkeuriger benaderd, ,èèt’ [ɛːt]. De eerste Ætt is de runengroep van Freyja, de tweede van Hagal en de derde van Týr. De associatie met Noordse goden stamt uit de laat-20e-eeuwse esoterie. De eerste letter van elk van de namen van deze groepen correspondeert met de eerste letter van de desbetreffende reeks. Het woord futhark zelf wordt gevormd door de 6 eerste letters van het runenalfabet: f, u, þ (th), a, r en k.
Freyja's achtste
| Rune | Naam    | Vertaling      | Magische betekenis |
| ---- | ------- | -------------- | --- |
| f    | fehu    | vee            | Vee was een zeer belangrijk bezit in het verleden. Deze rune staat dan ook voor rijkdom, voorspoed, creativiteit en voeding.                                                        |
| u    | ūruz    | oeros          | De oeros stond bekend om zijn kracht en snelheid. Deze rune wordt hierom wel gezien als de rune voor de krijgers, omdat er heel veel vaardigheid nodig was om een oeros te bejagen. |
| th,þ | þurisaz | Jötun (reus)   | De mening over de betekenis van deze rune verschilt. Sommigen zien er bescherming in, anderen een obstakel. Ook bezinning of rustpauze komen in aanmerking.                         |
| a    | ansuz   | Aesir (god)    | Deze rune staat voor communicatie, goddelijke kracht en signalen. |
| r    | raidō   | reis           | Vertegenwoordigt de cyclus van het leven. De rune staat dan ook voor verandering of actie.                                                                                          |
| k    | kauną   | licht of zweer | Staat voor verlichting of goddelijk licht. Dit is de vuurrune. |
| g    | gebō    | gave of gift   | Deze rune staat voor het spirituele geschenk en generositeit en talent. |
| w    | wunjō   | vreugde        | Dit is een positieve rune, die balans en harmonie symboliseert. |

Hagels achtste
| Rune  | Naam          | Vertaling                     | Magische betekenis |
| ----- | ------------- | ----------------------------- | --- |
| h     | haglaz        | hagel                         | Bekend als de weerrune. De betekenis wordt vaak uitgelegd als uitdagingen of oncontroleerbare interne en externe krachten. |
| n     | naudiz        | armoede of behoeften          | De betekenis van deze rune is zelfontplooiing. De rune geeft aan dat behoeften die iemand heeft vervuld kunnen worden, wanneer daar aan gewerkt wordt. |
| i     | īsaz          | ijs                           | Staat voor een periode van inactiviteit, status quo of obstakels. |
| j     | jerą          | jaar of oogst                 | Deze rune geeft aan dat het verleden achter iemand gelaten kan worden en er een nieuwe tijd aanbreekt. Hiernaast staat de rune ook voor het profiteren van inspanningen in het verleden. |
| ï,ei  | eihwaz (īhaz) | ijf                           | De taxusboom (of ijf) werd gezien als de bewaarder van wijsheden en als een poort tot de negen andere werelden. Onder deze heilige, altijd groene boom kon de sjamaan reizen naar de andere werelden om zo wijsheid uit te spreken. Bekend als de sjamaanrune. Ook de Keltische druïden spraken hun orakel uit onder deze boom. De rune staat voor motivatie en transformatie. |
| p     | perþrō        | dobbelsteenbeker of perenboom | In het verleden werd de dobbelsteenbeker al gebruikt bij spellen en weddenschappen. De rune staat voor het lot. |
| R     | elhaz (algiz) | eland                         | Deze rune stelt "bescherming" of "verdediging" voor. |
| S · S | sōwilō        | zon                           | De zon geeft licht en warmte en wordt gezien als de levenskracht. Voorspoed en gezondheid zijn de krachten die aan deze rune worden toegekend. |

Týrs achtste
| Rune | Naam   | Vertaling            | Magische betekenis |
| ---- | ------ | -------------------- | --- |
| t    | tīwaz  | Týr                  | Tyr is een oorlogsgod die zijn arm opofferde om de andere goden te redden. De rune wordt gezien als het teken om een offer te doen, waar je op de lange termijn van kunt profiteren en staat voor heldendom of overwinning en verantwoordelijkheid. |
| b    | berkō  | berk                 | Doordat de berk bekendstaat om het feit dat hij vuur kan overleven en zeer snel herstelt van schade, wordt deze rune in verband gebracht met (weder)geboorte, purificatie en vruchtbaarheid.                                                        |
| e    | ehwaz  | paard                | Het paard werd gezien als het meest behulpzame dier van het dierenrijk. De rune staat voor samenwerking, vooruitgang en verandering. |
| m    | mannô  | mens                 | Deze rune wordt gezien als de vertegenwoordiger van mensheid, het zelf, ego. |
| l    | laguz  | water                | Water wordt in verband gebracht met intuïtie, emoties en bezinning. |
| ŋ    | ingwaz | Inguz                | Inguz (of Ingwaz) is een vruchtbaarheidsgod, de rune staat daarom ook voor vruchtbaarheid. Creativiteit is een andere eigenschap die aan deze rune verbonden is.                                                                                    |
| d    | dagaz  | dag(licht)           | Staat voor duidelijkheid, oplettendheid en verlichting. |
| o    | ōþalą  | bezitting of erfenis | De rune staat voor voorouders en erfenis. |

### Angelfriese runen (5e tot 11e eeuw)

Angelfriese runen

De Angelfriese runen of Angelsaksische runen zijn een verzameling runen die hun naam danken aan hun speciale ontstaansachtergrond. Deze Angelsaksische vorm van het Futhark heet Futhork, omdat het teken dat in het oudere Futhark voor de a-klank stond wordt gebruikt voor een o-achtige klank. In Friesland is dit verschil nog te merken. Zo spreekt men in het westen van Friesland nog veel Friese woorden met de o-klank uit, daarentegen spreekt men in het oosten van de provincie deze woorden uit met de a-klank. Een voorbeeld is ,vader’, zoals in het Westerlauwers Fries: „Hoit” of het Oostfries: „Hait”, beide verwant aan het Nederlandse ette.
In de vijfde en zesde eeuw vestigden Angelse en Saksische stammen zich in de Nederlandse kuststrook op hun weg naar Brittannië. Een deel van de Angelen en Saksen bleef in Friesland en vermengde zich met de oorspronkelijke bevolking. Ondanks hun gelijkaardige Germaanse achtergrond waren er wel culturele verschillen zoals de vorm en inhoud van hun futhark. Waarschijnlijk al in de vijfde eeuw ontstond een wederzijdse beïnvloeding waardoor een Angelfriese futhork ontstond. Dat schrift werd uitgebreid met een aantal runentekens, terwijl sommigen aangepast werden om een weerspiegeling van veranderingen in de taal weer te geven.
De Oudfriese runen komen alleen voor op losse voorwerpen zoals kammen en munten. Hun betekenis is vaak niet duidelijk, en ook is niet altijd onomstreden of het daadwerkelijk om Friese runeninscripties gaat. Van Westeremden is het inschrift Adugîslû m(i)þ Gîsuh(i)ldu van rond 800: "Odgezel met Gishilde". Uit de provincie Groningen stammen twee kammen met Oudfriese runeninscripties. Een van hen bevat enkel het woord kobu, “kam”. De taal van de Oudfriese runen is beduidend ouderwetser dan de in het Oudfries overgeleverde bronnen. Ze worden gedateerd van 500 tot 800. De Oudengelse runen zijn omvangrijker in aantal en in lengte van de teksten.

### Jongere Futhark (9e tot 12e eeuw)

Het Jongere Futhark: lange takken-runen en korte twijg-runnen

Het Jongere Futhark, ook wel het Scandinavische Futhark genoemd, is een ingekorte vorm van het Oudere Futhark, bestaande uit slechts 16 letters. Deze inkorting komt overeen met de klankverschuivingen toen het Oernoords zich ontwikkelde tot het Oudnoords. Het Jongere Futhark wordt gevonden in Scandinavië en Vikingnederzettingen buiten Scandinavië en werd waarschijnlijk reeds gebruikt sinds de 9e eeuw n. Chr. De runen worden verdeeld in lange takrunen (Deens) en korte twijgrunen (Zweeds en Noors). Het verschil tussen de twee varianten is omstreden. De algemene opvatting is dat de verschillen functioneel waren; dat wil zeggen, de lange takrunen werden voor documentatie op steen gebruikt, terwijl de korte twijgrunen voor alledaagse privé of officiële berichten op hout werden gebruikt.

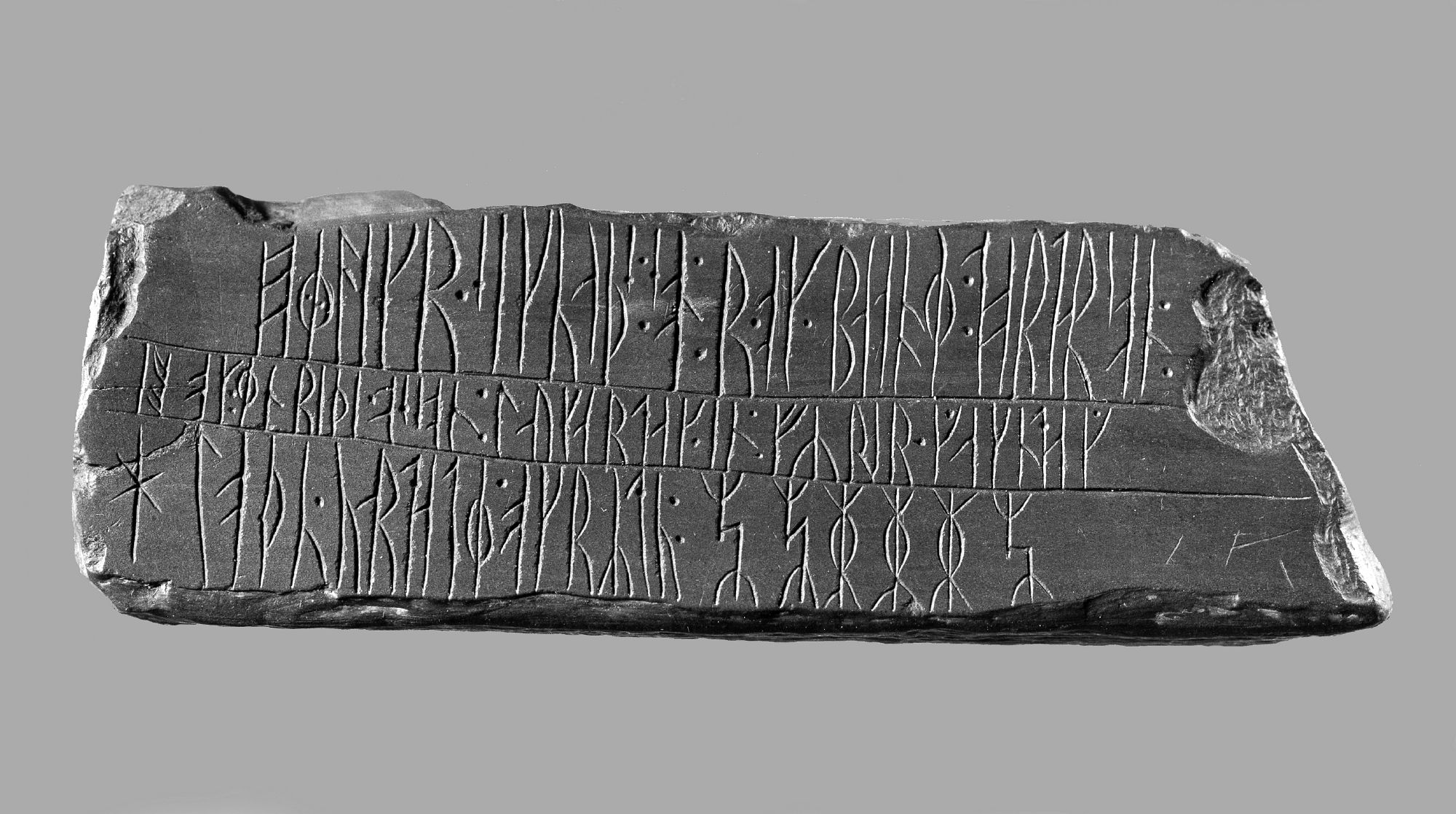
Runensteen van Kingigtorssuaq

Het schrift veranderde geleidelijk, doordat sommige afgelegen gebieden weinig contact hadden met de thuisgebieden. Het Groenlandse runenschrift verschilt hierin bijvoorbeeld van het Noorse, omdat de korte twijgrunen in Noorwegen rond 1000 zich doorontwikkelden, terwijl op Groenland nog steeds gebruik werd gemaakt van de oorspronkelijke vorm. Het Groenlandse runenschrift hanteerde bijvoorbeeld nog steeds de B- en R-runen. Behalve het behoud van oudere spellingsregels veranderden de Groenlandse kolonisten later ook een aantal runen waardoor een eigen schrift ontstond. Het schrift is belangrijk omdat het aanwijzingen geeft over de bewoning van Groenland door de Vikingen en wat de verklaring is voor het verdwijnen van deze nederzettingen. Op Groenland zijn ongeveer 60 verschillende runenstenen gevonden, waarvan het grootste gedeelte in Austerbygden en Vesterbygden. De belangrijkste ontdekking is de Runensteen van Kingigtorssuaq. De oudste inscriptie dateert uit het begin van de elfde eeuw. De meeste van de inscripties dateren echter uit de 14de eeuw.

#### Lange takrunen
De lange takrunen zijn de volgende letters:
| ᚠ | ᚢ | ᚦ | ᚬ | ᚱ | ᚴ | ᚼ | ᚾ | ᛁ | ᛅ | ᛋ | ᛏ | ᛒ | ᛘ | ᛚ | ᛦ |
| f | u | þ | ą | r | k | h | n | i | a | s | t | b | m | l | ʀ |
| - | - | - | - | - | - | - | - | - | - | - | - | - | - | - | - | De ʀ geeft hier een klank weer die tussen de r en z in ligt. Oorspronkelijk stond deze rune verticaal omgekeerd en gaf de /z̠/-klank weer.

#### Korte twijgrunen
Onder de korte twijgrunen (ook wel: Rökrunen), verschijnen negen runen als vereenvoudigde varianten van de lange takrunen, maar de overgebleven zeven hebben identieke vormen:
| ᚠ | ᚢ | ᚦ | ᚭ | ᚱ | ᚴ | ᚽ | ᚿ | ᛁ | ᛆ | ᛌ | ᛐ | ᛓ | ᛙ | ᛚ | ᛧ |
| f | u | þ | ą | r | k | h | n | i | a | s | t | b | m | l | ʀ |
| - | - | - | - | - | - | - | - | - | - | - | - | - | - | - | - |

#### Hälsingerunen (staafloze runen)
Hälsingerunen worden zo genoemd omdat ze in de moderne tijd voor het eerst opgemerkt zijn in de Hälsingland regio van Zweden. Later werden andere runeninscripties ontdekt met dezelfde runen in andere delen van Zweden. Deze runen werden gebruikt tussen de 10e en 12e eeuw. Zij lijken een vereenvoudiging te zijn van de Zweeds-Noorse runen en ontbreken aan bepaalde streken, waardoor ze ook wel "staafloos" worden genoemd. Deze runen bevatten dezelfde groep runen als de andere Jongere Futharkalfabetten. Deze variant is niet opgenomen in Unicode (per Unicode 12.1).

### Middeleeuwse runen (12e tot 15e eeuw)

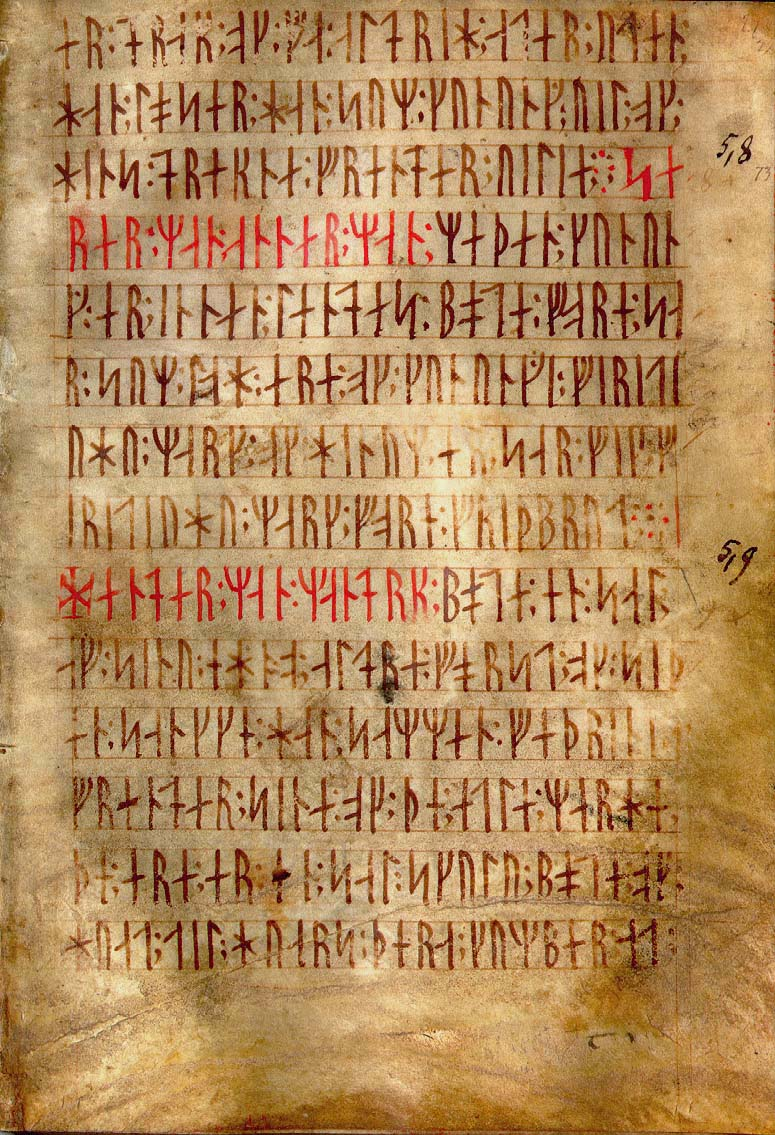
Codex Runicus, een vellum manuscript van ongeveer 1300 n.chr. volledig geschreven in runen, dat een van de oudste en best bewaarde teksten van de Skånese Wet bevat.

Tijdens de middeleeuwen werd het Jongere Futhark in Scandinavië uitgebreid, zodat het weer over één letter per foneem (klank) van het Oudnoors beschikte. Bestippelde varianten van stemloze letters werden geïntroduceerd om overeenkomende stemhebbende medeklinkers aan te duiden, of omgekeerd; stemloze varianten van stemhebbende medeklinkers. Ook verschenen er een aantal nieuwe runen voor klinkers. Inscripties in middeleeuwse Scandinavische runen tonen een groot aantal verscheidene runenvormen. Sommige letters zoals s, c en z werden onderling uitwisselbaar gebruikt.
Middeleeuwse runen waren in gebruik tot en met de 15e eeuw. Van het totaal aantal vandaag overgebleven Noorse runeninscripties, zijn de meeste middeleeuwse runen. In het bijzonder zijn sinds de jaren 50 meer dan 600 van deze inscripties ontdekt in Bergen, vooral op houten stokken (de zogeheten Brygen-inscripties). Dit toont aan dat runen voor een aantal eeuwen nog gebruikelijk waren naast het Latijnse schrift. Sommige runeninscripties werden zelfs geschreven in het Latijn.

### Dalekarlische runen (16e tot 19e eeuw)

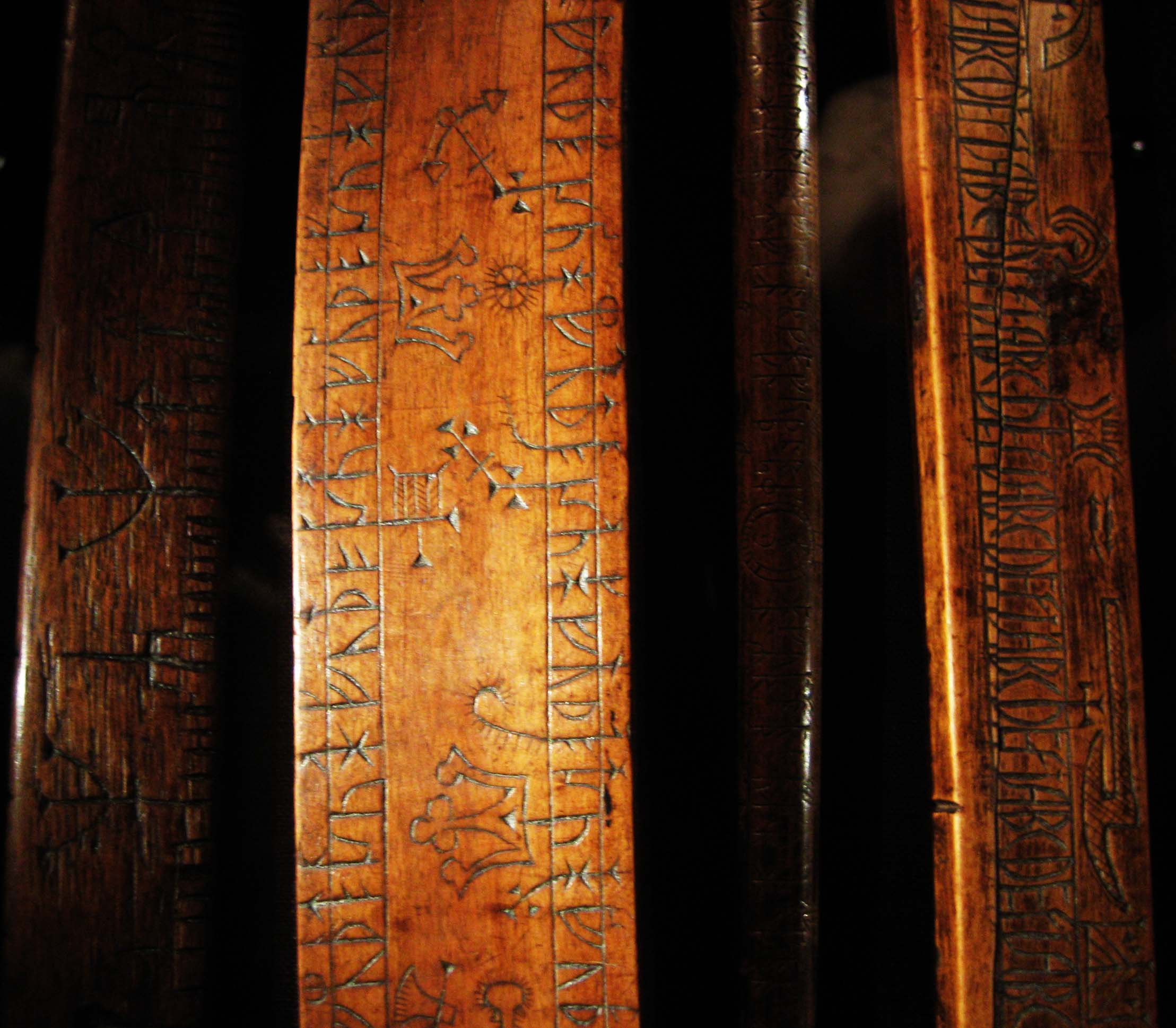
Runenkalender

In landelijke streken van Noord-Europa werden runen nog lang door het gewone volk gebruikt. Volgens Carl-Gustav Werner werd „in de afgelegen provincie Dalarna in Zweden een mengsel van runen en Latijnse letters ontwikkeld.” De Dalekarlische runen of Dalrunen werden gebruikt van de vroege 16e eeuw tot de 20e eeuw. De provincie wordt daarom ook het "laatste bolwerk van het Germaanse schrift" genoemd. De Dalekarlische runen zijn afgeleid van de Middeleeuwse runen; echter werden de runen vermengd met Latijnse letters, die na verloop van tijd steeds meer runenletters vervingen. Tegen het einde van de 16e eeuw bestond het Dalekarlische runenschrift vrijwel enkel  uit runen, maar in de daaropvolgende eeuwen werden steeds meer runen vervangen met Latijnse letters. In het laatste stadium was bijna elke rune vervangen door een Latijnse letter of door een variant beïnvloed door Latijnse letters. De Dalekarlische runen werden vooral gebruikt voor het schrijven van het Elfdaals.
Toen Carl Linnaeus in 1734 de streek Älvdalen in Dalarna bezocht, maakte hij de volgende aantekening in zijn dagboek:
De boeren in de gemeenschap hier, naast het gebruiken van de runenkalender, schrijven vandaag de dag nog steeds hun namen en huismerken met runen, zoals te zien is op muren, hoekstenen, kommen enzovoort. Men kent geen andere plaats in Zweden waar het gebruik heeft standgehouden.
Dalarna was ook de streek waar Johannes Bureus heen trok, om het gebruik van de runen te bestuderen voor zijn Runa-ABC-boken. Er wordt getwist over of het gebruik van deze runen een ononderbroken gebruik was, of dat mensen in de 19e en 20e eeuw de runen vanuit boeken hadden geleerd. In Dalarna werden sommige kalenders nog tot kortgeleden in runen opgesteld, de tekens worden daarbij symbolisch gebruikt om tussen maanjaren en zonnejaren te kunnen rekenen voor christelijke feestdagen als Pasen. Daartoe werden aan het Jongere Futhark drie extra runentekens toegevoegd, Arlaug, Tvimadur en Belgthor, die echter geen klank- of letterwaarde kennen.

## Inscripties

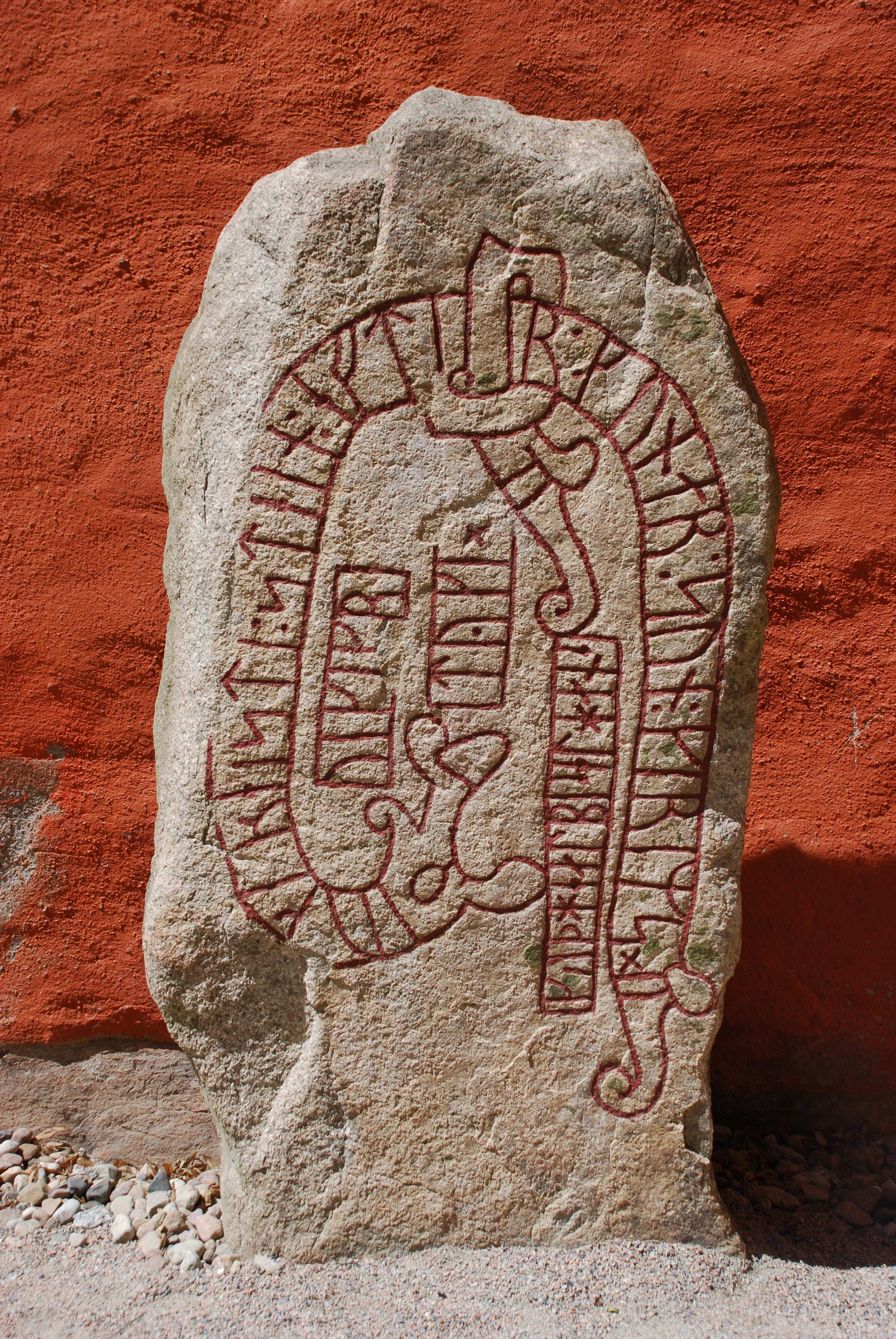
De runensteen van Tyke Viking in Växjö

Runeninscripties zijn bekend van circa 150 tot 1200 na Chr. en in Scandinavië nog een paar eeuwen langer. In Dalekarlië (Zweden) waren boeren aan het einde van de 18e eeuw nog vertrouwd met runen. Na 800 na Chr. verloor het schrift op het Europese continent geleidelijk de concurrentiestrijd met het Latijns alfabet dat op scholen werd onderwezen. Het schrift werd voor allerlei boodschappen gebruikt, maar is vooral bekend van de runenstenen, die als herdenkingsmonumenten dienen. In bijna alle gebieden waar Germaanse volkeren (waaronder de Vikingen) zijn geweest, kunnen runeninscripties aangetroffen worden.
Met name in Scandinavië zijn runeninscripties te zien. Veel inscripties staan op runenstenen, herdenkingsstenen die werden opgericht langs belangrijke handelswegen. De Einangstein bij het Slidrefjord in Noorwegen is de oudst bekende runeninscriptie die nog op de oorspronkelijke plaats staat. De steen staat in de nabijheid van grafheuvels en restanten van moerasijzerwinning. De twee Runenstenen van Jelling zijn wellicht de bekendste stenen. In de buurt van Sleeswijk, nabij het oude Haithabu, zijn vijf runenstenen te vinden. Dit zijn reconstructies, de originele stenen bevinden zich in het museum van de stad.
Bekende antieke runeninscripties zijn:
- EK HLEWAGASTIZ HOLTIJAZ HORNA TAWIDO („ik, Hlewagast, zoon van Holti, voltooide de hoorn“): op de Gallehus-hoorns.
- GUTANI O WIHAILAH („der Goten erfdeel, gewijd en heilig“, voluit moet er OÞAL WIH HAILAH staan): op de Ring van Pietroassa (zie ook Gotische runeninscripties). Bij deze interpretatie wordt de letter O voor de betekenis van de naam van die letter gebruikt. Er is van de tekst geen eenduidige interpretatie.

### Runen in Nederland
Ook in Nederland zijn runeninscripties gevonden, met name in Friesland. Deze inscripties zijn vaak erg kort, met alleen een naam of met het woord kam op een kam. Van Westeremden stamt een stukje van taxushout met een langere inscriptie. In 1996 werd in Bergakker een zwaardschede gevonden van rond het jaar 450 met runen, de runeninscriptie van Bergakker. Het bevat een zin met een van de oudste Nederlandse woorden (ann, ik gun).
Bij de Dom van Utrecht werd in 1936 een replica geplaatst van de steen van Jelling in Denemarken.

## Gebruik na de negentiende eeuw

### Nazisme
Vanwege hun Germaanse oorsprong werden runen door de nazi's gebruikt. Overbekend is de beeltenis van de dubbele bliksemschicht van de SS, de Sig-rune, dat als enkel symbool door de Hitlerjugend werd gebruikt, naast de minder bekende Tyr en de Othala. Daarnaast werd de wolfsangel, een teken dat geen historische basis in een runenschrift heeft maar gelijkenissen met de Eihwaz-rune toont, door de Nederlandse NSB als symbool voor hun partij gebruikt. Voorts diende in nazi-Duitsland de wolfsangel in de Werwolf-SS divisie te worden gebruikt als symbool voor een naoorlogs verzetsnetwerk. Over de oorsprong van de wolfsangel als symbool is weinig bekend. Een verklaring is dat deze is gevormd door een samensmelting van een of meer runentekens. Dit door het hanteren van een schrijfwijze, die verschillende runen samenvoegt waaruit desgenaamde gebonden runentekens ontstaan. Het wolfsangelsymbool heeft ook een visuele gelijkenis met een wolfshaakwapen, een metalen instrument, dat in de middeleeuwen werd gebruikt om wolven te doden. Ook zijn runen populair bij neonazi's, afsplitsingen van de skinheadsubcultuur naar rechtsextreem voorbeeld, evenals zich blank en arisch noemende groeperingen. In Duitsland worden de door de nazi's gebruikte runentekens als verfassungsfeindliche Kennzeichen („grondwetsvijandige tekens”) beschouwd, waardoor het gebruik van sommige runen daar verboden is. Soms zijn ze enkel toegestaan, als die in een bepaalde context worden gebruikt. De Sig-rune is in vrijwel alle gevallen verboden. Een uitzondering is de Wolfsangel, die veelvuldig voorkomt als gemeentewapen in wapens van sommige Duitse gemeenten en plaatsen, maar als symbool niet publiekelijk binnen (neo)nazistische context mag worden gebruikt.

### Voorspellen met runen
De historische toepassing van runen om inzicht te krijgen in de toekomst is een van de slechtst gedocumenteerde voorspellingsmethoden. Bij ontstentenis van (ofwel, bij gebrek aan) bewijs gaan wetenschappers ervan uit dat er in de oudheid niet met runen werd voorspeld. Nochtans is de moderne toepassing een volledig westerse methode die vergelijkbaar is met de oosterse I Tjing en de Tarot. Bij het werpen van runen wordt de betekenis van de stenen en hun positie gerelateerd aan een vraag die op dat ogenblik gesteld wordt. In dat opzicht gaat het uit van dezelfde veronderstelling die bij andere voorspellingsmethoden wordt aangenomen, namelijk dat er zoiets bestaat als een synchroniciteit tussen wat gevraagd wordt en het beeld dat de voorspelling oplevert. Of het nu kaarten zijn, de plaats van de planeten of runenstenen, telkens is er sprake van een geloof of een aanname dat er een zinvol verband en gelijktijdigheid is tussen de gestelde vraag en het antwoord dat via de voorspellingsmethode wordt gegeven.
Een van de vele moderne methoden om met runen te voorspellen is de volgende:
Bij het voorspellen met runen worden 25 runenstenen en een werpmatje gebruikt. Vierentwintig van die stenen hebben een runenteken, een ervan is blanco. Een matje wordt vervaardigd van katoen, papier of gelijk welk ander materiaal naar keuze. Daarop worden dan 3 concentrische cirkels getekend of genaaid. Als richtlijn wordt geadviseerd om voor die cirkels diameters van 7,5 en 17,8 en 25,4 cm te gebruiken, dit in verband met de afmetingen van de stenen. Deze drie concentrische cirkels leveren dan vier gebieden op: de binnencirkel, de middencirkel, de buitencirkel en de ruimte daarbuiten. De middelste cirkel wordt "skjebne" genoemd – het Noordse woord voor 'lot' –, de middenkring heet "buiten skjebne", en de buitenkring wordt verdeeld in vier segmenten waaraan waar verschillende betekenissen worden toegeschreven. Bij interpretatie van de positie van de runenstenen zijn verschillende alternatieve methoden mogelijk:
1. Sommigen duiden de segmenten als 'gezondheid', 'huiselijke situatie', 'rijkdom' en 'succes'
2. Even gebruikelijk is het om aan die vier segmenten de elementen Aarde, Lucht, Vuur en Water toe te kennen. Hierbij wordt de symboliek van de alchemie aangewend.
3. Een andere mogelijkheid bij het voorspellen met runentekens is de toekenning van astrologische symboliek aan de stenen en hun geworpen positie op het matje.
4. De meest traditionele methode is een eenvoudig systeem waarbij de segmenten de namen 'Feoh', 'Birca', 'Ing' en 'Lagu' krijgen. Hierbij krijgen de stenen al naargelang hun 'landingsplaats' een aparte betekenis. In totaal zijn er dus 7 mogelijke terreinen waar de stenen op kunnen vallen: de 4 segmenten, Skjebne, buiten Skjebne en de plaats buiten de runencirkels.

Een ander occult gebruik van de runen is het zingen van de namen of klanken ervan, hetgeen meestal galdr wordt genoemd. Door zingen van de klanken zou men magische krachten kunnen oproepen.

### Esoterie
In 1902 beschreef de esoterische schrijver Guido von List dat hij in een visioen het Oerschrift van de Ariërs; het Armanenrunenschrift met 18 runenstaven, zou hebben gezien. Von List inspireerde Friedrich Marby tot de runenyoga, waarbij de runentekens met het lichaam worden uitgebeeld om zo de krachten ervan over te nemen. De groep rond von List kende magische krachten toe aan de runen, waarmee men zich tegen niet-Arische invloeden kon weren.

### Tolkienrunen
Taalwetenschapper J.R.R. Tolkien ontwierp voor zijn fantasieboeken over Midden-aarde, waaronder „In de ban van de ring”, eigen runenschriften, vaak aangeduid als Tolkienrunen.

### Runen in stripverhalen
- In de strip Eric de Noorman van Hans G. Kresse komen herhaaldelijk runen voor. In De jeugd van Eric de Noorman staan deze op een perkament afgebeeld. De tekst vermeldt VIKINGR MIKILL (grote zeevaarder). In De zoon van Eric (verhaal 15) staan ze op een gouden amulet. Hier komt de magische betekenis van runen in beeld. Verhaal 22, De prijs der wrake, toont een grenssteen met de tekst GAT. Ook staan er nog runen afgebeeld in Het recht der lange lansen, verhaal 52. Hier zijn ze in hout geritst.
- In de strip Prince Valiant van Hal Foster komen runen voor. Er staat een runensteen afgebeeld. De runen zijn naar de werkelijkheid getekend.

## Afbeeldingen

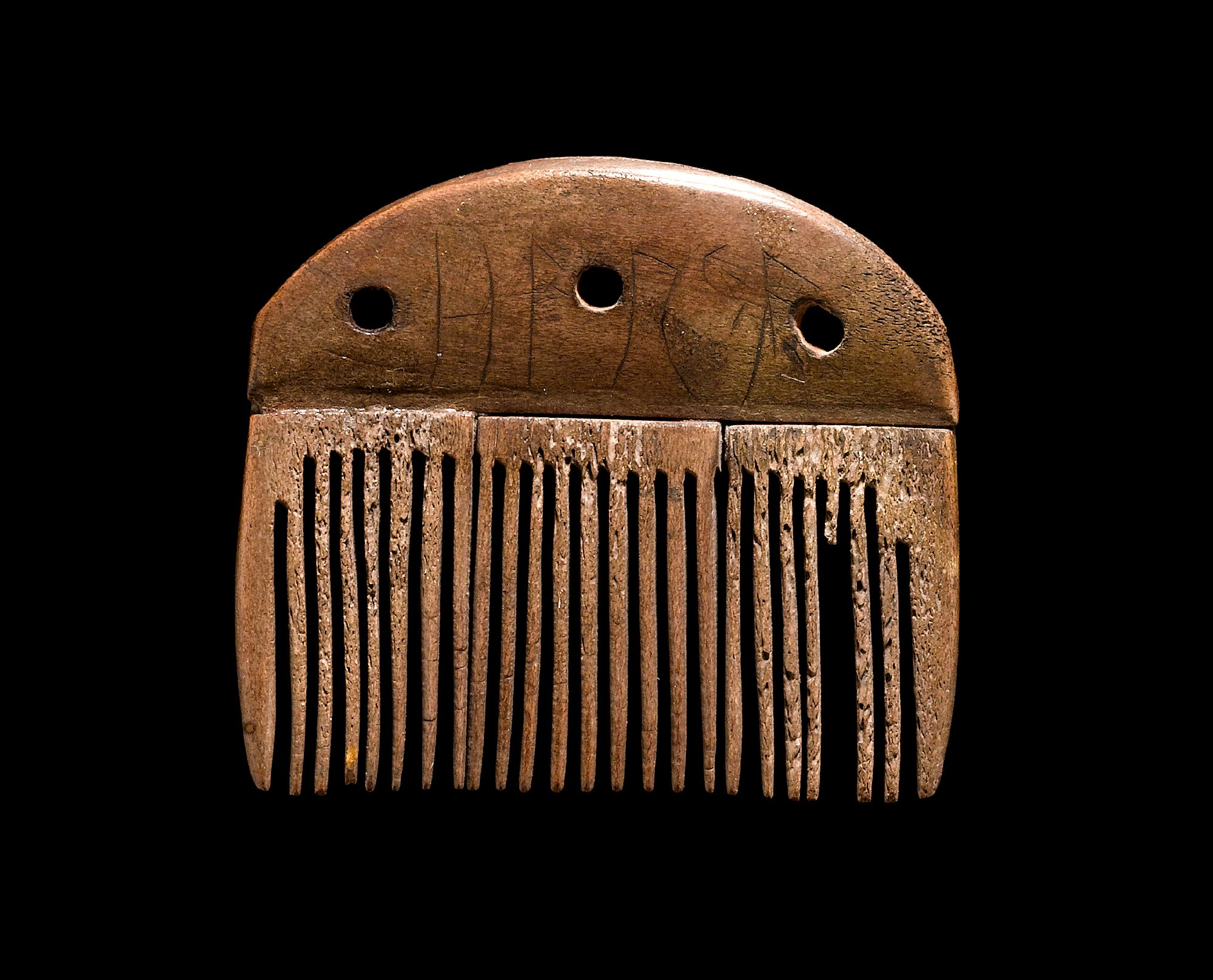
Oudst dateerbare runeninscriptie (circa 160 na Chr.), aangebracht op een kam gevonden bij Vimose op het eiland Funen in Denemarken. De naam Harja is in het Oude Futhark erin „geritst” en duidt ,krijger' aan.
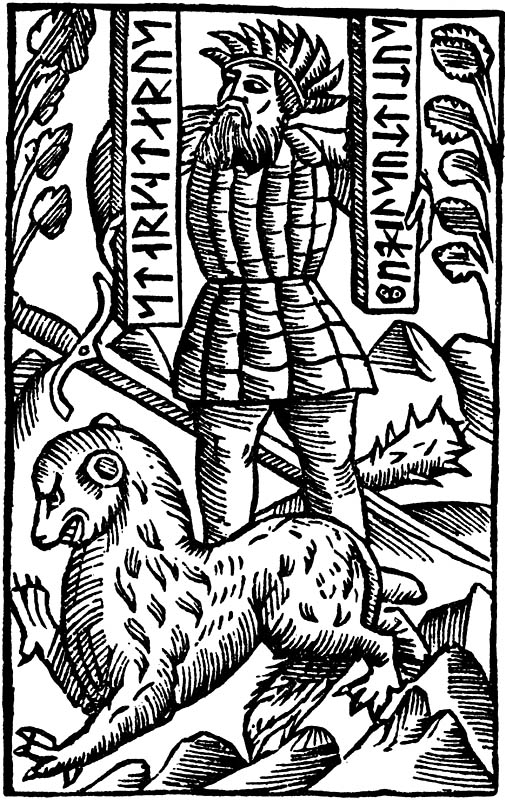
Starkaðr houdt twee runenstaven vast, 1555